# Bull Lea
Bull Lea (1935–1964) est un cheval de course pur-sang né aux États-Unis. Il est surtout connu comme étalon, l'un des plus importants du XXe siècle dans l'élevage américain.

## Carrière de courses
Élevé dans le Kentucky, Bull Lea est acquis pour $ 14 000 par Warren Wright, le propriétaire de Calumet Farm. Il s'affirme comme l'un des meilleurs poulains de sa génération à 2 ans. Même s'il ne gagne que deux de ses neuf courses, ses accessits dans les Hopeful Stakes et les Champagne Stakes le placent en haut de la hiérarchie. À 3 ans, il remporte les Blue Grass Stakes, avec un record de la piste à la clé, en guise de préparatoire aux classiques du printemps dont il est l'un des favoris. Néanmoins il doit se contenter d'un rôle de figurant, tant dans le Kentucky Derby (huitième) que dans les Preakness Stakes (sixième). Il remporte cependant une autre course importante les Kenner Stakes à Saratoga. À 4 ans, il ne remporte qu'une course importante, le Widener Handicap, avant de se retirer au haras, où il s'ouvrira les portes de la postérité.

### Palmarès

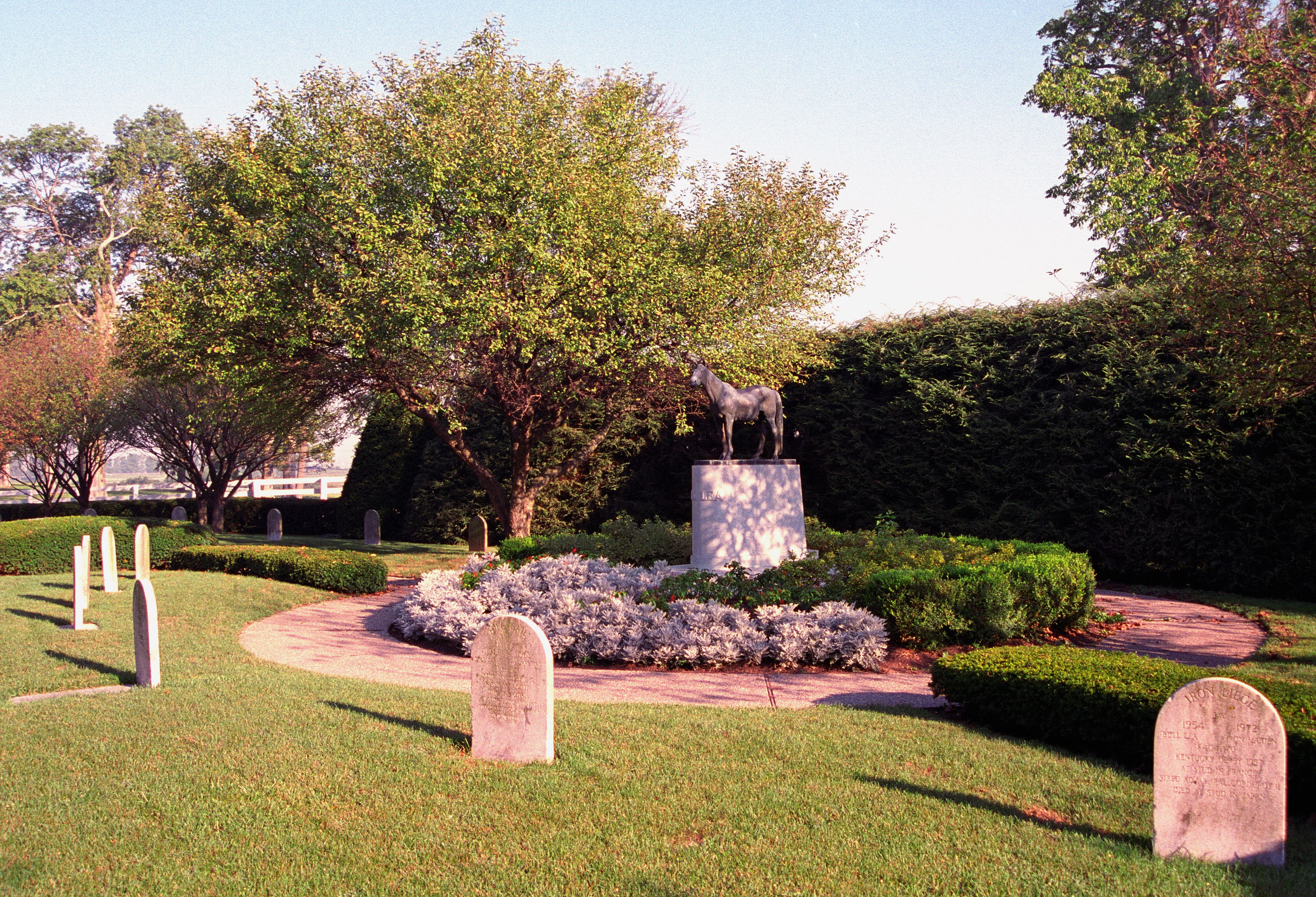
Tombe de Bull Lea à Calumet Farm, surmontée d'une statue

- Blue Grass Stakes (1938)
- Widener Handicap (1939)
- 2e Hopeful Stakes (1937)
- 2e Champagne Stakes (1937)

## Au haras
Bull Lea est le premier étalon à s'installer à Calumet Farm, qui va devenir grâce à lui l'un des plus grands haras américains. Il s'affirme rapidement comme un étalon exceptionnel. Cinq fois tête de liste des étalons entre 1947 et 1953, quatre fois tête de liste des pères de mères de 1958 à 1961, il a produit pas moins de sept membres du Hall of Fame des courses américaines, un record absolu. Il devient également le premier étalon américain dont les produits amassent plus d'un million de dollars de gains en une seule année.
Parmi ses meilleurs produits, citons :
- Citation : Cheval de l'année en 1948, membre du Hall of Fame, vainqueur de la Triple Couronne, classé numéro 3 sur la liste des 100 meilleurs chevaux de sport hippique américain du XXe siècle.
- Coaltown : Cheval de l'année en 1949, membre du Hall of Fame, classé numéro 47 sur la liste des 100 meilleurs chevaux de sport hippique américain du XXe siècle.
- Armed : Cheval de l'année en 1947, membre du Hall of Fame.
- Twilight Tear : Première pouliche à obtenir le titre de cheval de l'année en 1944, membre du Hall of Fame.
- Bewitch : Pouliche de 2 ans de l'année en 1947, jument d'âge de l'année en 1949, membre du Hall of Fame.
- Two Lea : Pouliche de 3 ans de l'année en 1949, jument d'âge de l'année en 1950, membre du Hall of Fame.
- Real Delight : Pouliche de 3 ans de l'année en 1952, membre du Hall of Fame.
- Next Move : Pouliche de 3 ans de l'année en 1950, jument d'âge de l'année en 1951
- Bull Page : Cheval de l'année au Canada en 1951, membre du Hall of Fame des courses canadiennes. Père de Flaming Page, membre du Hall of Fame canadien et mère du légendaire crack britannique Nijinsky.
- Hill Gail : Santa Anita Derby, Kentucky Derby
- Iron Liege : Kentucky Derby.
- Faultless : Preakness Stakes, Flamingo Stakes, Withers Stakes.
- Mark-Ye-Well : Arlington Classic, American Derby, Lawrence Realization Stakes, Santa Anita Handicap
- Gen. Duke : Everglades Stakes, Florida Derby, Fountain of Youth Stakes

Bull Lea est aussi le père de mères de nombreux champions, parmi lesquels Tim Tam, membre du Hall of Fame, vainqueur du Kentucky Derby et des Preakness Stakes, Idun, pouliche de l'année à 2 et 3 ans. Il est également le père de la deuxième mère de Forego et Roberto.
Bull Lea meurt d'un arrêt cardiaque en 1964 à 29 ans. Il est enterré à Calumet Farm.

## Origines
Bull Lea est d'ascendance paternelle française, puisque son père, Bull Dog, est né au haras de Bois-Roussel en Normandie, des œuvres de Teddy, un étalon qui a largement influé sur l'élevage américain puisqu'il a produit le propre frère de Bull Dog, Sir Gallahad, champion en France avant de devenir un immense étalon outre-Atlantique, mais aussi l'incontournable poulinière La Troienne. Et c'est au vu des succès de son frère aîné que Bull Dog a été importé aux États-Unis en 1930. Il y a très bien réussi puisqu'il obtient un titre de champion sire en 1953 et trois titres de champion broodmares sire en 1953, 1954 et 1956.
Sa mère, Rose Leaves, fut une exceptionnelle poulinière puisqu'elle donna également Espino (par un autre étalon français importé, Negofol), deuxième des Belmont Stakes, des Champagne Stakes et de la Jockey Club Gold Cup, Bois de Rose (par Négofol), lui aussi deuxième des Belmont Stakes, ou encore Dogpatch (par Bull Dog), l'un des bons éléments de sa génération.

### Pedigree
| Origines de Bull Lea (USA), mâle bai né en 1935 | Origines de Bull Lea (USA), mâle bai né en 1935 | Origines de Bull Lea (USA), mâle bai né en 1935 | Origines de Bull Lea (USA), mâle bai né en 1935 |
| ----------------------------------------------- | ----------------------------------------------- | ----------------------------------------------- | ----------------------------------------------- |
| Père Bull Dog                                   | Teddy                                           | Ajax                                            | Flying Fox                                      |
| Père Bull Dog                                   | Teddy                                           | Ajax                                            | Amie                                            |
| Père Bull Dog                                   | Teddy                                           | Rondeau                                         | Bay Ronald                                      |
| Père Bull Dog                                   | Teddy                                           | Rondeau                                         | Doremi                                          |
| Père Bull Dog                                   | Plucky Liege                                    | Spearmint                                       | Carbine                                         |
| Père Bull Dog                                   | Plucky Liege                                    | Spearmint                                       | Maid of the Mint                                |
| Père Bull Dog                                   | Plucky Liege                                    | Concertina                                      | St. Simon                                       |
| Père Bull Dog                                   | Plucky Liege                                    | Concertina                                      | Comic Song                                      |
| Mère Rose Leaves                                | Ballot                                          | Voter                                           | Friar's Balsam                                  |
| Mère Rose Leaves                                | Ballot                                          | Voter                                           | Mavourneen                                      |
| Mère Rose Leaves                                | Ballot                                          | Cerito                                          | Lowland Chief                                   |
| Mère Rose Leaves                                | Ballot                                          | Cerito                                          | Merry Dance                                     |
| Mère Rose Leaves                                | Colonial                                        | Trenton                                         | Musket                                          |
| Mère Rose Leaves                                | Colonial                                        | Trenton                                         | Frailty                                         |
| Mère Rose Leaves                                | Colonial                                        | Thankful Blossom                                | Paradox                                         |
| Mère Rose Leaves                                | Colonial                                        | Thankful Blossom                                | The Apple (family 9-f)                          |